# Brixidia uncinata
Brixidia uncinata är en insektsart som beskrevs av Ronald Gordon Fennah 1958. Brixidia uncinata ingår i släktet Brixidia och familjen kilstritar. Inga underarter finns listade i Catalogue of Life.